# Бакла
Бакла (Vicia faba), също чер боб, е едногодишно тревисто растение от семейство Бобови (Fabaceae). Култивиран е от човека още в праисторическа епоха. Използва се за храна, фураж, зелено торене и сурогат на кафето.

## Разпространение
Растението е разпространено в Европа, Азия, Африка и Южна Америка.
В България е пренесена вероятно от древна Гърция.

## Описание
Височината на стеблото достига до 1,5 m. Цветовете са оцветени в бяло-розово, с черни петна на дъното. Издържа ниски температури до 4 – 5°C.

## Приложение
Отглежда се заради семената и зелените чушки, които се употребяват за храна. Зрелите семена са богати на белтъци (22 – 35%) и въглехидрати. По-рядко се използва за фураж и зелено торене. Най-разпространен е сортът хиоска бакла. Отглежда се на ограничени площи предимно като ранен пролетен зеленчук. Задоволява нуждите на пазара до излизането на зеления фасул, на който отстъпва по хранителни и вкусови качества. Най-много се използва в арабската кухня.